# Pomadasys auritus
Pomadasys auritus és una espècie de peix de la família dels hemúlids i de l'ordre dels perciformes.

## Morfologia
Els mascles poden assolir els 52 cm de longitud total.

## Distribució geogràfica
Es troba a la Xina, Tailàndia, Singapur, Malàisia i Austràlia (Nova Gal·les del Sud).